# Vágyvezérelt gondolkodás
A vágyvezérelt vagy vágyelvű gondolkodás az a logikai hiba, amikor az alany – anélkül, hogy a rendelkezésére álló tények ezt alátámasztanák – valóságként kezel olyasmit, melynek valóra válása a fantáziájában számára pozitív kimenetellel járna. A vágyelvű gondolkodás tehát olyan érvelés, melynek premisszája a konklúzió igazságára irányuló vágyat fejezi ki.  
A vágyvezérelt vagy vágyteljesítő gondolkodás hibájába elsősorban azok esnek, akik képtelenek különválasztani a racionális/észszerű véleményalkotást a saját emócióiktól/érzelemviláguktól. Vágyteljesítő gondolkodás az, amikor valóságként kezelünk olyasmit, ami a fantáziáinkban számunkra nagyon kellemes kimenetelű lehetne.

## Példák
Interneten terjedő bizonyítatlan összeesküvésekben való hit valamilyen szinten vágyvezérelt gondolkodásra utal. Ha valaki úgy véli, ő tud valamit, amit sokan mások nem, az egyes személyek úgy tekinthetnek magukra, mint akik valamilyen titkos tudás birtokában vannak, ami "felemelő érzés" is lehet egyesek számára.
- Az 1938-as müncheni egyezmény megkötését követően, Chamberlain angol miniszterelnök a hestoni repülőtéren mondott beszédében kijelentette; Németország és Anglia között soha többé nem kerülhet sor háborúra.

(Anglia Franciaországgal közösen, a lengyelországi hadműveletek leállítását és a tárgyalások felvételét követelő ultimátumot küldött Németországnak 1939. szeptember 3-án. Mivel Németország nem teljesítette követeléseit, Anglia hadat üzent.)

## Lásd még
- Vita
- Logika